# Mille Miglia 1938
La Mille Miglia 1938 è stata una corsa automobilistica di velocità su strada.
Disputata tra il e il 4 aprile 1938 su un percorso stradale da Brescia a Roma e ritorno, per un totale di 1621,270 chilometri, venne vinta da Clemente Biondetti e Aldo Stefani su Alfa Romeo 8C 2900 B spider Touring dell'Alfa Corse, che coprirono l'intera distanza in 11 ore 58 minuti e 29 secondi stabilendo una nuova velocità media record di 135,391 chilometri orari.

## Categorie
Come da tradizione i concorrenti vennero suddivisi in classi in base alla cilindrata e all'utilizzo del compressore, inoltre vennero suddivisi in due macro-categorieː Sport Internazionale, riservata alle vetture sport, e Sport Nazionale, evoluzione della categoria vetture nazionali da turismo e riservata a vetture con telaio e meccanica di una vettura di serie (lievemente elaborati) con una carrozzeria modificata conforme alla categoria sport. In tutto si iscrissero 155 concorrenti, presero il via 148 equipaggi e se ne classificarono 72.
| Sigla    | Categoria                                                                       |
| -------- | ------------------------------------------------------------------------------- |
| S3.s/4.5 | Sport Internazionale fino 3000 cm3 con compressore o 4500 cm3 senza compressore |
| S2.0c    | Sport Internazionale fino 2000 cm3 con compressore                              |
| S2.0     | Sport Internazionale fino 2000 cm3 senza compressore                            |
| SN+1.5   | Sport Nazionale oltre 1500 cm3                                                  |
| SN1.5    | Sport Nazionale fino 1500 cm3                                                   |
| SN1.1    | Sport Nazionale fino 1100 cm3                                                   |
| SN750    | Sport Nazionale fino 750 cm3                                                    |

## Percorso
Il percorso venne modificato notevolmente rispetto all'anno precedente con due grosse variazioni. Il primo cambiamento venne fatto con la soppressione del classico percorso che da Firenze portava verso Roma attraverso Siena e Viterbo (Via Cassia), sostituito da un nuovo itinerario che tocca invece, dopo Firenze, Pisa, Livorno e Grosseto (Via Aurelia). La seconda variazione di rilievo riguarda il tratto dopo Foligno che, evitando Perugia, punta verso l'Adriatico attraverso il Passo della Scheggia e quello del Furlo e giungendo così a Fano per poi proseguire verso il traguardo di Brescia.
Brescia — Cremona — Piacenza — Parma — Reggio Emilia — Modena — Bologna — Passo della Raticosa — Passo della Futa — Firenze — Pisa — Livorno — Cecina — Grosseto — Bivio Tarquinia — Vetralla — Monterosi — Madonna di Bracciano — Roma — Civita Castellana — Narni — Terni — Valico della Somma — Spoleto — Foligno — Passo della Scheggia — Passo del Furlo — Fano — Pesaro — Rimini — Cesena — Forlì — Faenza — Imola — Bologna — Ferrara — Rovigo — Monselice — Padova — Venezia — Mestre — Mirano — Santa Maria di Sala — Noale — Treviso — Cittadella — Vicenza — Lonigo — Verona — Peschiera del Garda — Desenzano del Garda — Brescia.
Così modificato il tracciato raggiunse una distanza complessiva di 1621,270 km; 18,730 km in meno rispetto all'anno precedente.

## Gara

### Resoconto
La categoria Sport Internazionale con motori sovralimentati fino a 3 litri o aspirati fino a 4,5 litri era quella in cui erano iscritte le vetture che puntavano all'assoluto, in particolare l'Ecurie Bleue schierò due nuove Delahaye 145, auto derivate dalle coeve vetture da Grand Prix della casa con motore V12 aspirato 4.5 litri, per Dreyfus - Varet e Comotti - Roux; parteciparono di nuovo alla corsa altre due vetture francesi, la Delahaye 135 CS di Masaud - Quinlin e la Talbot 150C di Carriére - Vanderpyl.
L'Alfa Romeo, che intendeva vincere la sua decima Mille Miglia, aveva deciso di rientrare ufficialmente nel mondo delle competizioni liquidando la Scuderia Ferrari e creando l'Alfa Corse, una nuova struttura sportiva con sede a Milano diretta da Enzo Ferrari con Luigi Bazzi alla direzione tecnica e Nello Ugolini all'organizzazione generale. Le quattro nuove Alfa Romeo 8C 2900 B MM Spider Corsa realizzate dalla carrozzeria Touring con motore 8 cilindri in linea 3,0 litri con compressore capaci di 295 CV vennero affidate a Antonio "Nino" Farina - Stefano Meazza, Carlo Maria Pintacuda - Paride Mambelli, Eugenio Siena - Emilio Villoresi e Clemente Biondetti - Aldo Stefani, l'auto di questi ultimi era dotata di un motore ancora più potente derivato da quello della 308C da Gran Premio con ben 360 CV. Inoltre Dusio - Boninsegni avevano iscritto una "vecchia" 8C 2900 A spider "botticella".

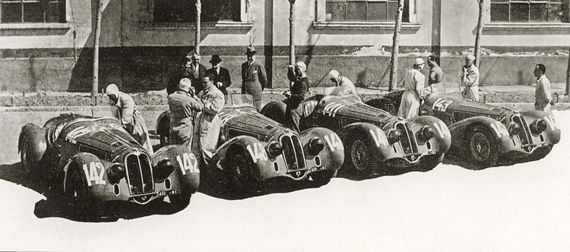
Le quattro Alfa Romeo 8C 2900 B MM Spider Touring preparate dall'Alfa Corse per la Mille Miglia 1938. Da sinistra a destra: #142 Pintacuda - Mambelli; #148 Siena - Villoresi; #141 Farina - Meazza; #143 Biondetti - Stefani

L'Alfa Romeo era ben rappresentata anche nella classe Sport Nazionale oltre 2 litri con ben 12 Alfa Romeo 6C 2300 tra cui una "B" con telaio modificato da Vittorio Jano e carrozzeria Touring per Franco Cortese e un'evoluzione della 6C 2300 Pescara spider Zagato che lo stesso Cortese aveva guidato l'anno prima per Haller - Castelbarco.
Nella classe Sport Internazionale fino a 2 litri con compressore la battaglia era fra vecchie Alfa Romeo 6C 1750 GS e Maserati 4CS 1500 mentre nella Sport Internazionale 2 litri senza compressore oltre ad una Riley 2000 e all'Aston Martin 2-Litre Speed di Eddie Hertzberger vincitrice l'anno precedente debuttavano le nuove BMW 328 assistite dalla squadra corse ufficiale diretta da Ernst Loof. Vennero iscritte quattro BMW 328, tre ufficiali per Schomburg Lippe - Lurani, Richter - Werneck, Von der Mühle - Holtzschuh e una "privata" (iscritta dalla Frazer Nash, che assemblava le BMW per l'Inghilterra) per gli inglesi Fane - James.

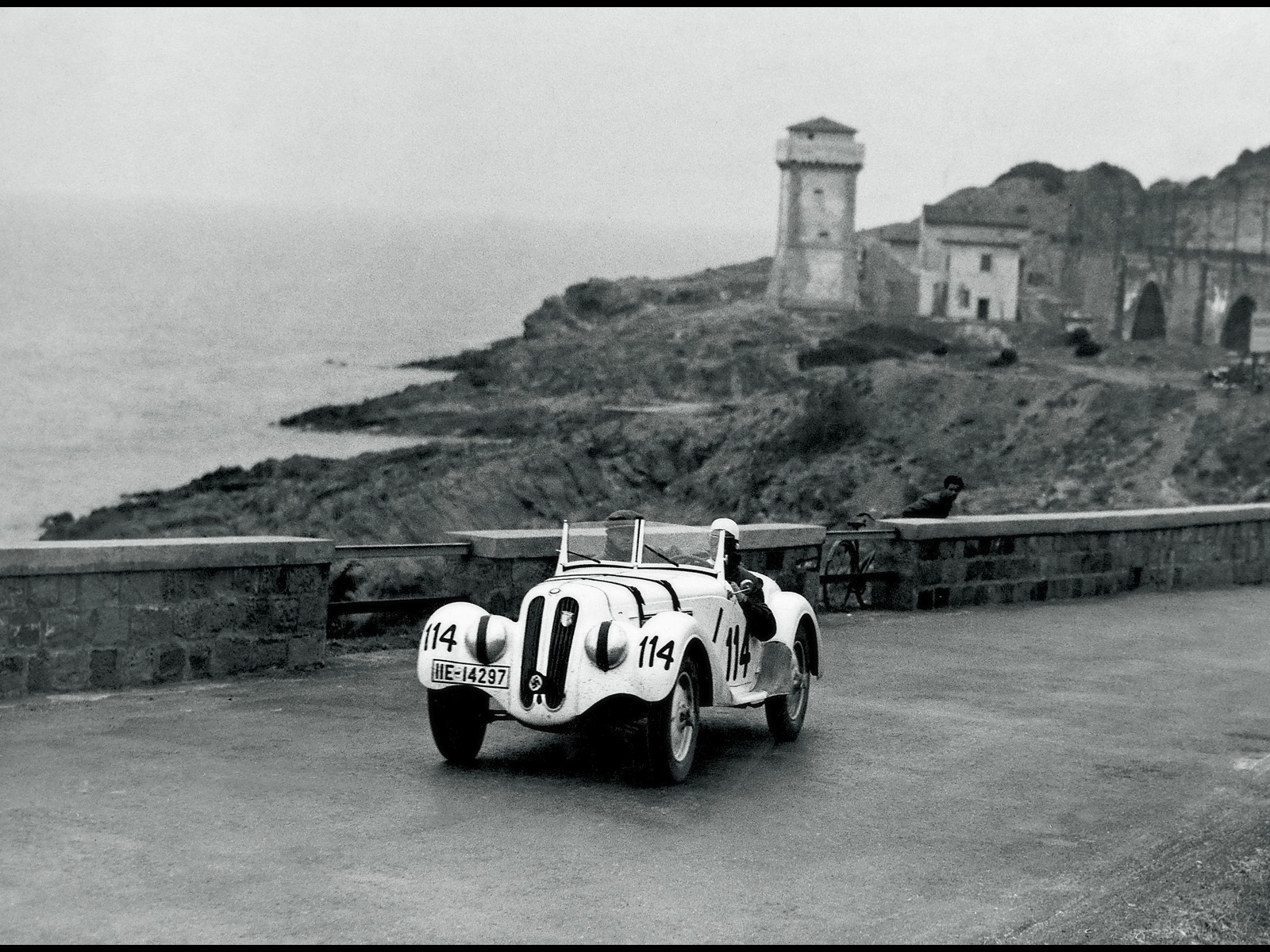
La BMW 328 di Heinrich Graf von der Mühle-Eckart e Theodor Holtzschuh in corsa sopra Calafuria

Nelle nuove categorie Sport Nazionale 750 e 1100 parteciparono solo Fiat, nella prima esclusivamente 500 "Topolino" con meccanica e carrozzeria più o meno elaborate mentre nella seconda sia vecchie che nuove Balilla modificate tra cui la nuova 508C Mille Miglia berlinetta allestita dalla Savio per Piero Taruffi. Nella categoria Sport Nazionale fino a 1.5 litri invece le Fiat 1500 si confrontarono con le nuove Lancia Aprilia 1350.
L'ordine di partenza prevedeva che partissero per prime le vetture meno potenti seguite poi da tutte le altre facendo il modo che le vetture in lotta per il titolo assoluto sfruttassero al massimo la luce solare. Quell'anno, dopo le precedenti edizioni svoltesi sotto la pioggia, il meteo fu favorevole e ciò permise di migliorare sensibilmente le medie record.
Dopo il primo tratto molto veloce fino a Bologna l'Alfa Romeo di Pintacuda si portò in testa seguita a due minuti dalla Delahaye di Dreyfus e dall'Alfa di Biondetti vicinissime tra loro mentre Farina e Siena erano già fuori gara a causa di un incidente e di un guasto. Sull'appennino Piero Dusio sulla "vecchia" 8C 2900 A aumentava il ritmo e le gomme della Delahaye di Dreyfus ne risentivano, le Dunlop erano troppo tenere e per riuscire a mantenere quell'andatura fino in fondo Comotti si ritirò per cedere la propria scorta di gomme al caposquadra; Pintacuda era primo anche a Roma seguito da Biondetti, Dusio, Dreyfus, Carriére sulla Talbot e Masaud sulla "vecchia" Delahaye 135 CS. 
Risalendo la penisola Biondetti prese il comando della corsa, seguito da Dusio e da Dreyfus, attardato da un guasto all'impianto di raffreddamento, dopoché a Terni Pintacuda era quasi costretto al ritiro da una panne all'impianto frenante; e acquisì un discreto vantaggio. Nonostante un tentativo di rimonta di Pintacuda, ripartito dopo aver riparato la macchina, l'Alfa Romeo 8C 2900 B MM Spider Touring di Clemente Biondetti e Aldo Stefani tagliò per prima il traguardo a Brescia dopo 1621,270 chilometri in 11 ore 58 minuti e 29 secondi ad una velocità media di 135,391 chilometri orari, stabilendo un nuovo record assoluto destinato ad essere battuto solo nel 1953. La vettura gemella di Carlo Maria Pintacuda e Paride Mambelli riuscì a raggiungere il secondo posto e Dusio - Boninsegni sulla "vecchia" 8C 2900 A spider "botticella" completarono il podio tutto Alfa Romeo. Le francesi Delahaye 145 di Dreyfus - Varet e Talbot T150C terminarono al quarto e quinto posto seguiti da l'Alfa Romeo 8C 2300 Monza 2.6 spider di "Ventuno" - "Ventidue", pseudonimi di Suppo - Terragnoli, e la Delahaye 135 CS di Robert Mazaud - Julio Quinlin.

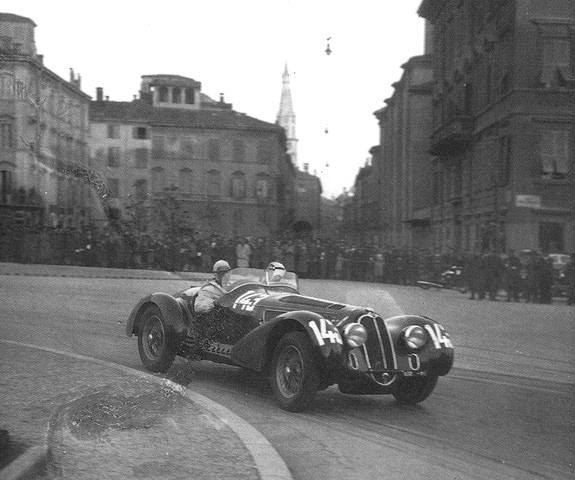
L'Alfa Romeo 8C 2900 B MM Spider Touring di Clemente Biondetti e Aldo Stefani sulla via per la vittoria

Ottava assoluta e prima di classe Sport fino a 2 litri una delle quattro BMW 328 dominatrici della classe, quella degli inglesi A.F.P. Fane - Bill James che avevano battuto la vettura gemella di Schamburg-Lippe - Lurani, decima assoluta, di poco più di due minuti; tra di loro, noni assoluti e primi di categoria Sport Nazionale oltre 2 litri, l'Alfa Romeo 6C 2300 B MM Spider Touring di Cortese - Fumagalli che aveva regolato facilmente gli avversari diretti. Per la vittoria classe Sport Nazionale fino a 1.5 litri ci fu un duello interno alla Scuderia Ambrosiana tra la Lancia Aprilia 1350 di Gigi Villoresi e la Fiat 1500 di Ovidio Capelli, entrambe con carrozzeria spider di Zagato, risoltasi a favore del primo giunto 14º assoluto. In categoria Sport 2000 con compressore l'Alfa Romeo 6C 1750 GS spider Zagato di Felice Bellandi ed Otello Veggelli vinse dopo il ritiro delle Maserati 4CS 1500.

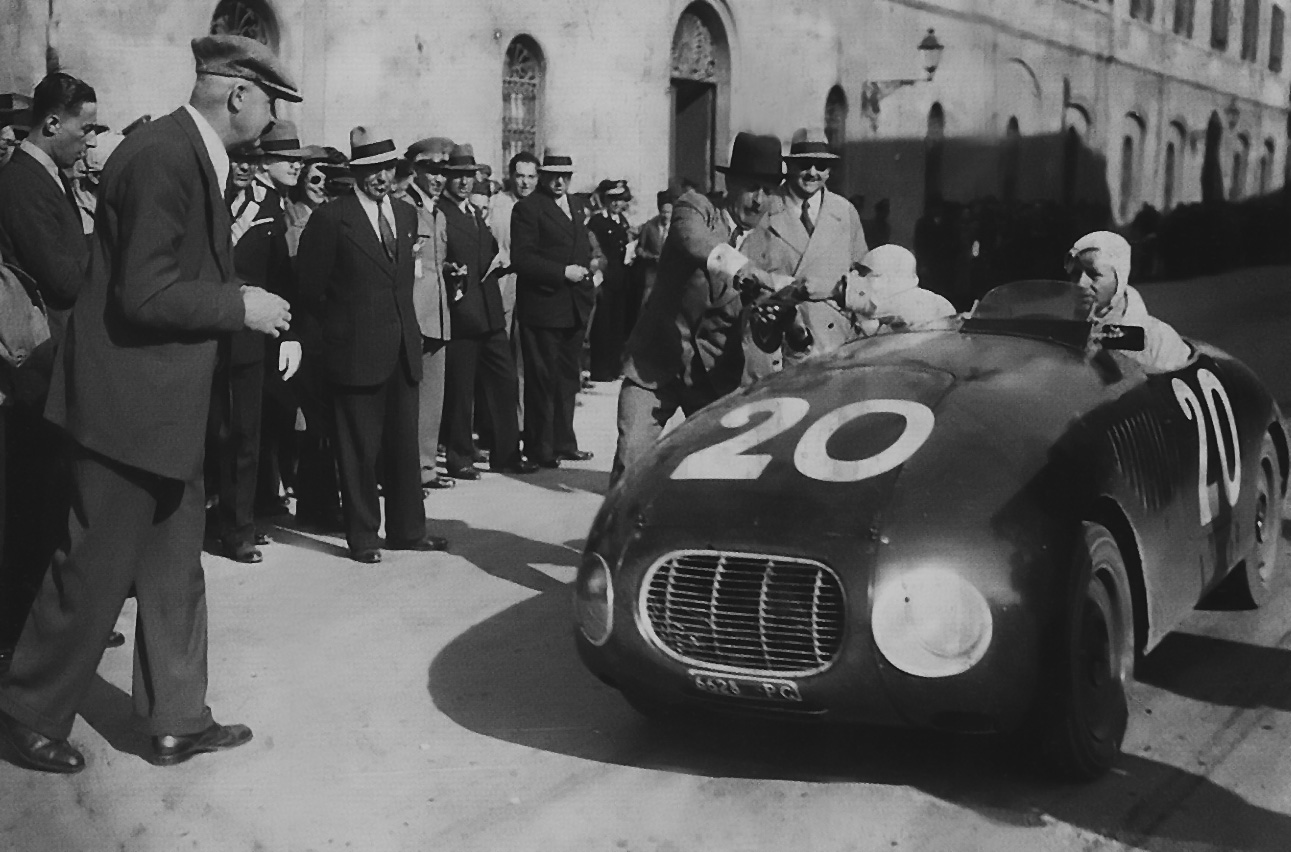
I vincitori di classe SN750 Giulio Baravelli e Adelmo Sola sulla loro Stanguellini SN750 spider Torricelli

La Fiat 508C MM berlinetta Savio di Piero Taruffi giunse 16° assoluta e dominò la classe Sport Nazionale fino a 1.1 rimanendo al primo posto dall'inizio alla fine; al contrario tra le "Topolino" elaborate di cilindrata minore ci fu un duello a tre fra Giulio Baravelli - Adelmo Sola su Stanguellini SN750 spider Torricelli, Franco Spotorno - G. Moscatelli su Fiat 500 testa Siata spider Zagato ed Emilio Darbesio - Fausto Nardi su Fiat Siata 500 spider Zagato che alla fine conclusero in quest'ordine al 50º , 51º e 52º posto assoluto.
Purtroppo l'evento più importante della Mille Miglia 1938 fu un incidente che a Bologna coinvolse la Lancia Aprilia di Bruzzo - Mignanego che sbandando dopo aver attraversato le rotaie del tram investì il pubblico che si trovava sullo spartitraffico ferendo ventitré persone e uccidendone dieci, di cui sette bambini. A seguito di questo tragico evento il regime fascista si inchinò alle richieste all'opinione pubblica e proibì le manifestazioni sportive su strade pubbliche in aree edificate, ciò significò la Mille Miglia 1939 non poté essere disputata e l'edizione 1940 si svolse con una diversa modalità.

### Risultati completi[1][2][6]
| Pos. | N°  | Equipaggio                                     | Vettura                                       | Scuderia                     | Tempo/Ritiro | Classe   | Pos. Cl. |
| ---- | --- | ---------------------------------------------- | --------------------------------------------- | ---------------------------- | ------------ | -------- | -------- |
| 1    | 143 | Clemente Biondetti Aldo Stefani                | Alfa Romeo 8C 2900 B MM Spider Touring        | Alfa Corse                   | 11h58'29"    | S3.s/4.5 | 1        |
| 2    | 142 | Carlo Maria Pintacuda Paride Mambelli          | Alfa Romeo 8C 2900 B MM Spider Touring        | Alfa Corse                   | 12h00'31"    | S3.s/4.5 | 2        |
| 3    | 145 | Piero Dusio R. Boninsegni                      | Alfa Romeo 8C 2900 A spider                   | Piero Dusio                  | 12h37'31"    | S3.s/4.5 | 3        |
| 4    | 152 | René Dreyfus Varet                             | Delahaye 145                                  | Ecurie Bleue                 | 12h39'53"    | S3.s/4.5 | 4        |
| 5    | 149 | René Carriere Anthony Hannoyer                 | Talbot T150C                                  | Automobiles Talbot           | 12h59'03"    | S3.s/4.5 | 5        |
| 6    | 150 | "Ventuno" "Ventidue"                           | Alfa Romeo 8C 2300 Monza 2.6 spider           | "Ventuno"                    | 13h28'53"    | S3.s/4.5 | 6        |
| 7    | 146 | Robert Mazaud Julio Quinlin                    | Delahaye 135CS                                |                              | 13h33'41"    | S3.s/4.5 | 7        |
| 8    | 113 | A. F. P. Fane Bill James                       | BMW 328                                       | Frazer Nash                  | 13h36'19"    | S2.0     | 1        |
| 9    | 140 | Franco Cortese C. Fumagalli                    | Alfa Romeo 6C 2300 B MM Spider Touring        |                              | 13h38'11"    | SN+1.5   | 1        |
| 10   | 108 | Max Schaumburg-Lippe Giovanni Lurani           | BMW 328                                       | BMW                          | 13h38'52"    | S2.0     | 2        |
| 11   | 109 | Uli Richter Fritz Werneck                      | BMW 328                                       | BMW                          | 14h01'21"    | S2.0     | 3        |
| 12   | 114 | Heinrich Graf von der Mühle Theodor Holtzschuh | BMW 328                                       | BMW                          | 14h02'01"    | S2.0     | 4        |
| 13   | 128 | Rodolfo Haller Carlo Castelbarco               | Alfa Romeo 6C 2300 Pescara Spider Zagato      |                              | 14h09'15"    | SN+1.5   | 2        |
| 14   | 94  | Luigi Villoresi Forti                          | Lancia Aprilia spider Zagato                  | Scuderia Ambrosiana          | 14h09'25"    | SN1.5    | 1        |
| 15   | 131 | Lotario Rangoni Macchiavelli Renato Cornia     | Alfa Romeo 6C 2300B MM Spider Touring         | Lotario Rangoni Macchiavelli | 14h24'05"    | SN+1.5   | 3        |
| 16   | 55  | Piero Taruffi Carena                           | Fiat 1100 508C MM berlinetta Savio            |                              | 14h28'55"    | SN1.1    | 1        |
| 17   | 129 | "Gambero" Edoardo Gambaro                      | Alfa Romeo 6C 2300B MM Spider Touring         |                              | 14h39'49"    | SN+1.5   | 4        |
| 18   | 89  | Ovidio Capelli Cavenago                        | Fiat 1500 spider Zagato                       | Scuderia Ambrosiana          | 14h41'25"    | SN1.5    | 2        |
| 19   | 85  | Luigi Bellucci G. Bergia                       | Lancia Aprilia spider Touring 'ala spessa'    |                              | 14h46'12"    | SN1.5    | 3        |
| 20   | 64  | Mario Braida Franco Venturi                    | Fiat 508CS Balilla Sport                      |                              | 14h57'13"    | SN1.1    | 2        |
| 21   | 118 | Felice Bellandi Otello Veggelli                | Alfa Romeo 6C 1750 GS Spider Zagato           |                              | 14h57'42"    | S2.0c    | 1        |
| 22   | 53  | G. Ricci C. Ogna                               | Fiat 1100 MM berlinetta Savio                 |                              | 14h58'53"    | SN1.1    | 3        |
| 23   | 46  | Gualtieri Garagnani Gastone Bertocchi          | Stanguellini SN1100                           | Gualtieri Garagnani          | 15h01'26"    | SN1.1    | 4        |
| 24   | 42  | G. Pelassa Nando Barbieri                      | Fiat 1100 MM berlinetta Savio                 |                              | 15h17'08"    | SN1.1    | 5        |
| 25   | 43  | L. Cagna A. Bogani                             | Fiat 1100 MM berlinetta Savio                 |                              | 15h19'46"    | SN1.1    | 6        |
| 26   | 72  | Aldo Marazza A. Varallo                        | Lancia Aprilia berlinetta aerod. Pinin Farina |                              | 15h21'46"    | SN1.5    | 4        |
| 27   | 41  | Renzo Ceschina Iginio Guagnellini              | Fiat 1100                                     |                              | 15h22'14"    | SN1.1    | 7        |
| 28   | 37  | Casalegno L. Di Rovasenda                      | Fiat 1100 MM berlinetta Savio                 |                              | 15h25'48"    | SN1.1    | 8        |
| 29   | 50  | Francesco Apruzzi Sava                         | Fiat                                          |                              | 15h35'08"    | SN1.1    | 9        |
| 30   | 107 | Tonini Carlo Gazzabini                         | Lancia Aprilia                                |                              | 15h39'52"    | SN1.5    | 5        |
| 31   | 49  | Vittorio Mussolini A. Piperno                  | Fiat Siata 1100 berlinetta Viotti             |                              | 15h44'15"    | SN1.1    | 10       |
| 32   | 74  | Umberto Capello G. Girelli                     | Lancia Aprilia                                |                              | 15h48'50"    | SN1.5    | 6        |
| 33   | 30  | Quintavalla S. Bardiani                        | Fiat 508CS Balilla Sport                      |                              | 15h49'09"    | SN1.1    | 11       |
| 34   | 31  | Enzo Crotti Dino Taddei                        | Stanguellini SN1100 spider Touring            | Enzo Crotti                  | 15h49'46"    | SN1.1    | 12       |
| 35   | 136 | G. Grigoli Romano Malaguti                     | Alfa Romeo 6C 2300                            |                              | 15h57'30"    | SN+1.5   | 5        |
| 36   | 36  | Faccioni Vittorio Morelli                      | Fiat 1100                                     |                              | 16h03'47"    | SN1.1    | 13       |
| 37   | 75  | Pier Ugo Gobbato Enrico Nardi                  | Lancia Aprilia                                |                              | 16h06'25"    | SN1.5    | 7        |
| 38   | 70  | Raschini Piovan                                | Lancia Aprilia                                |                              | 16h13'08"    | SN1.5    | 8        |
| 39   | 90  | Dino Bassi R. Furielli                         | Lancia Aprilia                                |                              | 16h16'28"    | SN1.5    | 9        |
| 40   | 62  | Bartolomeo Franceri G. Lagorio                 | Fiat                                          |                              | 16h18'21"    | SN1.1    | 14       |
| 41   | 103 | Siro Colombo Codazzi                           | Lancia Aprilia                                |                              | 16h22'57"    | SN1.5    | 10       |
| 42   | 138 | Ermanno Gurgo Salice Carlo Laredo de Mendoza   | Alfa Romeo 6C 2300 B MM                       |                              | 16h27'40"    | SN+1.5   | 6        |
| 43   | 95  | Sensolini Pietro Ghersi                        | Lancia Aprilia                                |                              | 16h37'55"    | SN1.5    | 11       |
| 44   | 79  | A. Facchetti Rosa                              | Lancia Aprilia                                |                              | 16h46'05"    | SN1.5    | 12       |
| 45   | 48  | Alberto Macchia Adele Macchia                  | Fiat 1100 MM berlinetta Savio                 |                              | 16h52'27"    | SN1.1    | 15       |
| 46   | 120 | Leonardo Quadri G. Spessa                      | Fiat 1100 berlina compr. centrifugo Bremo     |                              | 16h53'10"    | S2.0c    | 2        |
| 47   | 99  | Giovanna Maria Cornaggia Medici B. Gavazzoni   | Lancia Aprilia                                |                              | 16h56'58"    | SN1.5    | 13       |
| 48   | 54  | S. Koelliker Garavini                          | Fiat Siata 1100 berlinetta Viotti             |                              | 17h04'42"    | SN1.1    | 16       |
| 49   | 83  | Torri Lucini                                   | Lancia Aprilia                                |                              | 17h13'48"    | SN1.5    | 14       |
| 50   | 20  | Giulio Baravelli Adelmo Sola                   | Stanguellini SN750 spider Torricelli          | Giulio Baravelli             | 17h16'25"    | SN750    | 1        |
| 51   | 24  | Franco Spotorno G. Moscatelli                  | Fiat 500 testa Siata spider Zagato            |                              | 17h21'12"    | SN750    | 2        |
| 52   | 10  | Emilio Darbesio Fausto Nardi                   | Fiat Siata 500 spider Zagato                  |                              | 17h41'01"    | SN750    | 3        |
| 53   | 63  | V. Campigli E. Acquadro                        | Fiat 508CS Balilla Sport                      |                              | 17h42'07"    | SN1.1    | 17       |
| 54   | 125 | C. Pagliano Giannetti                          | Alfa Romeo 6C                                 |                              | 17h43'28"    | S2.0c    | 3        |
| 55   | 7   | Renato Donati Garzi                            | Fiat 500 testa Siata hardtop Zagato           |                              | 17h50'04"    | SN750    | 4        |
| 56   | 35  | Gustavo Laureati Camillo Laureati              | Fiat 1100 Laureati                            |                              | 17h55'04"    | SN1.1    | 18       |
| 57   | 68  | Enrico Adanti Stefanelli                       | Fiat                                          |                              | 18h05'00"    | SN1.1    | 19       |
| 58   | 76  | Parisio Pozzoli                                | Lancia Aprilia                                |                              | 18h11'13"    | SN1.5    | 15       |
| 59   | 121 | Aibi Volonté                                   | Lancia Aprilia                                |                              | 18h28'21"    | SN1.5    | 16       |
| 60   | 1   | V. Collavo Zanella                             | Fiat 500 testa Siata spider Zagato            |                              | 18h36'12"    | SN750    | 5        |
| 61   | 14  | P. Foscari Rebeschini                          | Fiat 500 testa Siata spider Zagato            |                              | 18h42'27"    | SN750    | 6        |
| 62   | 9   | Leonardi I. Bricchi                            | Fiat 500 testa Siata                          |                              | 18h50'38"    | SN750    | 7        |
| 63   | 18  | Bargagli Casini                                | Fiat 500 testa Siata                          |                              | 19h23'07"    | SN750    | 8        |
| 64   | 27  | De Sanctis C. Berardino                        | Fiat 500 berlinetta                           |                              | 19h53'48"    | SN750    | 9        |
| 65   | 4   | Giulio Bandini Domenico Bandini                | Fiat 500                                      |                              | 20h01'04"    | SN750    | 10       |
| 66   | 23  | F. Meomartini A. Benacchio                     | Fiat 500                                      |                              | 20h08'31"    | SN750    | 11       |
| 67   | 15  | "Porthos" "Athos"                              | Fiat 500                                      |                              | 20h16'55"    | SN750    | 12       |
| 68   | 16  | L. Santon G. Munaretto                         | Fiat 500                                      |                              | 20h31'19"    | SN750    | 13       |
| 69   | 25  | Alberigi Mottola                               | Fiat 500                                      |                              | 20h41'16"    | SN750    | 14       |
| 70   | 28  | Gentili Lascialfari                            | Fiat 500                                      |                              | 20h52'50"    | SN750    | 15       |
| 71   | 71  | Menato Plinio Ferrari                          | Fiat 1500 berlina                             |                              | 21h20'10"    | SN1.5    | 17       |
| 72   | 8   | "Aramis" "D'Artagnan"                          | Fiat 500                                      |                              | 23h02'00"    | SN750    | 16       |
| Rit. | 2   | Sinibaldi Grasselli                            | Fiat 500                                      |                              | DNF          | SN750    |          |
| Rit. | 3   | M. Trivero Piero Avalle                        | Fiat 500                                      |                              | DNF          | SN750    |          |
| Rit. | 5   | R. Sorcinelli A. Sandrolini                    | Fiat 500                                      |                              | DNF          | SN750    |          |
| Rit. | 6   | G. Coppola Merola                              | Fiat 500                                      |                              | DNF          | SN750    |          |
| Rit. | 11  | Garavini Zumaglia                              | Fiat 500                                      |                              | DNF          | SN750    |          |
| Rit. | 12  | Marino Bianconi                                | Fiat 500                                      |                              | DNF          | SN750    |          |
| Rit. | 13  | Lino Dossena Giacomo Gorio                     | Fiat 500                                      |                              | DNF          | SN750    |          |
| Rit. | 19  | Guardiani G. Ciboldi                           | Fiat 500                                      |                              | DNF          | SN750    |          |
| Rit. | 22  | Alessandro Suppi Emo Terragnoli                | Fiat 500                                      |                              | DNF          | SN750    |          |
| Rit. | 26  | A. Marroni E. Pacini                           | Fiat 500                                      |                              | DNF          | SN750    |          |
| Rit. | 32  | Luigi Della Chiesa Paola Della Chiesa          | Fiat 1100 Sport                               |                              | DNF          | SN1.1    |          |
| Rit. | 33  | C. Cussini A. Faccioli                         | Fiat 1100                                     |                              | DNF          | SN1.1    |          |
| Rit. | 34  | Dante Spreafico M. Tana                        | Fiat 1100                                     |                              | DNF          | SN1.1    |          |
| Rit. | 38  | Giorgio Franco Gino Bonacossa                  | Fiat 1100                                     |                              | DNF          | SN1.1    |          |
| Rit. | 39  | Boccosi Aldo Bertossi                          | Fiat 1100                                     |                              | DNF          | SN1.1    |          |
| Rit. | 40  | Achille Stazzi Berghinz                        | Fiat 1100                                     |                              | DNF          | SN1.1    |          |
| Rit. | 44  | Giuseppe Gilera Giovanni Minozzi               | Fiat 1100 MM berlinetta Savio                 |                              | DNF          | SN1.1    |          |
| Rit. | 45  | "Alfa" "Beta"                                  | Fiat 1100 Sport spider                        |                              | DNF          | SN1.1    |          |
| Rit. | 47  | G. B. Gandino Vicenzi                          | Fiat                                          |                              | DNF          | SN1.1    |          |
| Rit. | 51  | "Sette" B. Donnini                             | Fiat 1100 Sport spider                        |                              | DNF          | SN1.1    |          |
| Rit. | 52  | Coppazzuccari Giovanni Corradi                 | Fiat Siata 1100 MM berlinetta Viotti          |                              | DNF          | SN1.1    |          |
| Rit. | 56  | E. Moretti Roberto Franco                      | Fiat                                          |                              | DNF          | SN1.1    |          |
| Rit. | 57  | G. Rivola F. De Dominicis                      | Fiat                                          |                              | DNF          | SN1.1    |          |
| Rit. | 58  | Leo Spoletini Nobiloni                         | Fiat                                          |                              | DNF          | SN1.1    |          |
| Rit. | 59  | Alberto Comirato Lia Comirato Dumas            | Fiat-Comirato 1100                            |                              | DNF          | SN1.1    |          |
| Rit. | 60  | F. Marsigaglia B. Marsigaglia                  | Fiat                                          |                              | DNF          | SN1.1    |          |
| Rit. | 66  | Giuseppe Rossi Musti di Gennaro                | Fiat                                          |                              | DNF          | SN1.1    |          |
| Rit. | 67  | Vito Mussolini Luciano Agosti                  | Fiat 1100 spider                              |                              | DNF          | SN1.1    |          |
| Rit. | 69  | Casimiro Guerrini Paoletto                     | Fiat                                          |                              | DNF          | SN1.1    |          |
| Rit. | 73  | Giovanni Bracco E. Romersa                     | Fiat 1500 spider                              |                              | DNF          | SN1.5    |          |
| Rit. | 77  | P. Ravano M. Lenzi                             | Lancia Aprilia                                |                              | DNF          | SN1.5    |          |
| Rit. | 78  | "Iota" G. C. Gilardi                           | Fiat 1500                                     |                              | DNF          | SN1.5    |          |
| Rit. | 81  | Geo Ferrari Gino Rocco                         | Fiat 1500                                     |                              | DNF          | SN1.5    |          |
| Rit. | 84  | F. Marconcini L. Sbrana                        | Lancia Aprilia                                |                              | DNF          | SN1.5    |          |
| Rit. | 87  | N. Spada Gino Rossi                            | Lancia Aprilia                                |                              | DNF          | SN1.5    |          |
| Rit. | 88  | Minio Aldo Monticello                          | Fiat 1500 spider                              |                              | DNF          | SN1.5    |          |
| Rit. | 91  | G. Anton Pesenti B. Ghiringhelli               | Fiat 1500                                     |                              | DNF          | SN1.5    |          |
| Rit. | 92  | Evangelista Sommariva                          | Fiat 1500                                     |                              | DNF          | SN1.5    |          |
| Rit. | 93  | Luigi Scarfiotti Disma Re                      | Lancia Aprilia                                |                              | DNF          | SN1.5    |          |
| Rit. | 96  | G. Dufour Berté Sergio Banti                   | Fiat 1500 spider                              |                              | DNF          | SN1.5    |          |
| Rit. | 97  | Ragnoli Guido Moroni                           | Fiat 1500                                     |                              | DNF          | SN1.5    |          |
| Rit. | 100 | Mazzonis C. Vigliardi Paravia                  | Lancia Aprilia                                |                              | Incidente    | SN1.5    |          |
| Rit. | 101 | L. Bruzzo Mignanego                            | Lancia Aprilia                                |                              | Incidente    | SN1.5    |          |
| Rit. | 102 | Giacomo Malagola B. Bacchetta                  | Lancia Aprilia                                |                              | DNF          | SN1.5    |          |
| Rit. | 105 | G. Ramella R. Mino                             | Lancia Aprilia                                |                              | DNF          | SN1.5    |          |
| Rit. | 106 | Alberto Pellerano Bortolami                    | Lancia Aprilia                                |                              | DNF          | SN1.5    |          |
| Rit. | 110 | Eddie Hertzberger Albert Debille               | Aston Martin 2-litre Speed                    | Eddie Hertzberger            | DNF          | S2.0     |          |
| Rit. | 111 | Remy Jacazio Guglielmo Gramolelli              | Fiat 1500                                     |                              | DNF          | S2.0     |          |
| Rit. | 112 | Marcel Contet Roero                            | Riley 2000                                    | Ecurie Eudel                 | DNF          | S2.0     |          |
| Rit. | 115 | G. Castellano G. Guerrini                      | Alfa Romeo 6C 1750                            |                              | DNF          | S2.0c    |          |
| Rit. | 116 | Renato Balestrero Secondo Corsi                | Alfa Romeo 6C                                 |                              | DNF          | S2.0c    |          |
| Rit. | 119 | Giacomo Palmieri Mario Moradei                 | Maserati 4CS 1500                             |                              | DNF          | S2.0c    |          |
| Rit. | 124 | Longato Silvio Gerardi                         | Alfa Romeo 6C                                 |                              | DNF          | S2.0c    |          |
| Rit. | 126 | Sarubbi Claudio Guerra                         | Alfa Romeo 6C                                 |                              | DNF          | S2.0c    |          |
| Rit. | 127 | Andrea Brezzi Rivetti                          | Maserati 4CS 1500                             |                              | DNF          | S2.0c    |          |
| Rit. | 130 | G. Missaglia Drufuca                           | Alfa Romeo 6C 2300 B MM Spider Touring        |                              | DNF          | SN+1.5   |          |
| Rit. | 133 | P. Ferraro E. Crivellari                       | Alfa Romeo 6C 2300 B MM Berlinetta Touring    |                              | DNF          | SN+1.5   |          |
| Rit. | 134 | V. Randaccio G. F. Randaccio                   | Alfa Romeo 6C 2300                            |                              | DNF          | SN+1.5   |          |
| Rit. | 135 | Catullo Lami M. Barontini                      | Alfa Romeo 6C 2300                            |                              | DNF          | SN+1.5   |          |
| Rit. | 137 | Cravetto Vicquery                              | Alfa Romeo 6C 2300 B MM Spider Touring        |                              | DNF          | SN+1.5   |          |
| Rit. | 139 | Giovanni Battaglia Angelo Guatta               | Alfa Romeo 6C 2300 B MM Berlinetta Touring    |                              | DNF          | SN+1.5   |          |
| Rit. | 141 | Giuseppe Farina Stefano Meazza                 | Alfa Romeo 8C 2900 B MM Spider Touring        | Alfa Corse                   | Incidente    | S3.s/4.5 |          |
| Rit. | 147 | Gianfranco Comotti Charles Roux                | Delahaye 145                                  | Ecurie Bleue                 | DNF          | S3.s/4.5 |          |
| Rit. | 148 | Eugenio Siena Emilio Villoresi                 | Alfa Romeo 8C 2900 B MM Spider Touring        | Alfa Corse                   | Incidente    | S3.s/4.5 |          |
| Rit. | 151 | Emilio Romano Paolo Corradi                    | Alfa Romeo 8C 2300                            |                              | DNF          | S3.s/4.5 |          |
| Rit. | 153 | M. Bonomi Todeschini Cellin                    | Alfa Romeo 8C 2300                            |                              | DNF          | S3.s/4.5 |          |
| Rit. | 154 | T. Musso R. Ruvioli                            | Alfa Romeo Platé                              |                              | DNF          | S3.s/4.5 |          |
| Rit. | 155 | Emilio Vicentini A. Vicentini                  | Alfa Romeo Platé                              |                              | DNF          | S3.s/4.5 |          |
| NP   | -   | Tassara Facetti                                | Maserati 4C 1500                              |                              | DNS          | 2.0s     |          |
| NP   | -   | Giacomo de Rham Corara                         | Alfa Romeo 8C                                 |                              | DNS          | 3.0s     |          |
| NP   | -   | Raffaello Faini V. Petrini                     | Alfa Romeo 6C                                 |                              | DNS          | 2.0s     |          |
| NP   | -   | Pasquale Contini R. Salvadori                  | Alfa Romeo 6C                                 |                              | DNS          | 2.0s     |          |
| NP   | -   | Gino Rovere Brunet                             | Bugatti                                       |                              | DNS          | S3.s/4.5 |          |